# Coen Hess
Pas d'image ? Cliquez ici

a Compétitions nationales et continentales officielles uniquement.

b Matchs officiels uniquement.
Coen Hess, né le 14 août 1996 à Bundaberg (Australie), est un joueur de rugby à XIII australien évoluant au poste de deuxième ligne, troisième ligne ou centre dans les années 2010 et 2020.
Il fait ses débuts en National Rugby League (« NRL ») avec les Cowboys de North Queensland lors de la saison 2015 avec lesquels il remporte la NRL en 2015 bien qu'il n'y dispute pas la finale et dispute une autre finale de NRL cette fois-ci perdue en 2017.
Il connaît également six sélections en équipe du Queensland pour le State of Origin dont il remporte la série en 2017.

## Palmarès
- Collectif :
  - Vainqueur du State of Origin : 2017 et 2020 (Queensland).
  - Vainqueur de la National Rugby League : 2015[1] (North Queensland).
  - Finaliste de la National Rugby League : 2017 (North Queensland).

### En club

#### Statistiques
| Saison | Club                     | Compétition           | Matchs | Points | Essais | Goals | Drops |
| ------ | ------------------------ | --------------------- | ------ | ------ | ------ | ----- | ----- |
| 2015   | North Queensland Cowboys | National Rugby League | 1      | 4      | 1      | -     | -     |
| 2016   | North Queensland Cowboys | National Rugby League | 8      | 16     | 4      | -     | -     |
| 2017   | North Queensland Cowboys | National Rugby League | 27     | 52     | 13     | -     | -     |
| 2018   | North Queensland Cowboys | National Rugby League | 23     | 28     | 7      | -     | -     |
| 2019   | North Queensland Cowboys | National Rugby League | 22     | 4      | 1      | -     | -     |
| 2020   | North Queensland Cowboys | National Rugby League | 15     | 12     | 3      | -     | -     |